# سینا واحدی
محمدسینا واحدی (زادهٔ ‎۱۹ دی ۱۳۷۹ در تهران) بازیکن بسکتبال اهل ایران است که برای باشگاه بسکتبال طبیعت بازی می‌کند.
وی به همراه تیم ملی بسکتبال ایران در بازیهای المپیک توکیو شرکت کرده بود. واحدی همچنین عضو تیم ملی بسکتبال ۳ نفره ایران است.
واحدی در جام جهانی بسکتبال ۲۰۲۳ عضو تیم ملی بسکتبال ایران بود و در بازی‌های آسیایی هانگژو هم یکی از بازیکنان تیم ملی بسکتبال ایران بود.
واحدی در پست گارد رأس تیم ملی بازی می‌کند.
او چند دوره پیاپی در تیم مهرام تهران بازی کرد و در سال ۱۴۰۲ به تیم شهرداری گرگان، قهرمان لیگ برتر ۱۴۰۱ پیوست.
سینا واحدی در لیگ ۱۴۰۳–۱۴۰۴ با تیم طبیعت قهرمان لیگ برتر ۱۴۰۳ قراداد خود را منعقد کرد.